# Vera Rockline
Véra Rockline (em russo:  Вера Николаевна Рохлина, Vera Nikolaïevna Rokhlina) (Moscou, 1896 – Paris, 4 de abril de 1934) foi uma pintora russa do pós-impressionismo.

## Vida pessoal e carreira
Filha de um russo e de uma francesa, Vera começou sua carreira em Moscou, onde estudou no ateliê de Ilia Mashkov, que a considerava uma de suas mais brilhantes aprendizes. Mais tarde se tornou aprendiz no estúdio de Alexandra Exter em Kiev, na Ucrânia, em 1918. Alexandra, que pessoalmente conheceu Pablo Picasso e Guillaume Apollinaire, teve grande influência no estilo inicial de Vera, tendo inspirado também sua grande criatividade e espírito livre na pintura.
Em 1918–1919, expôs na 24.ª Exibição da Associação de Artistas de Moscou, entre outras mostras e exposições em galerias e associações renomadas da época. Ainda em 1918, ela se casou com um Sr. Rokhlin, de quem adotou o nome, mas nenhuma informação se tem e em 1919 deixou a Rússia, passando dois anos em Tbilisi e em 1921 imigrou para a França, onde posteriormente obteve cidadania francesa. Primeiramente, Vera e o marido se estabeleceram na casa de alguns parentes de sua mãe, na Borgonha. Em 1922, eles se mudaram para Paris, onde na época existia uma grande comunidade russa, da qual Vera se tornou imediatamente afeiçoada, indo morar na Rua Hamburgo, n.º 12, perto do Montmartre.

### Rumo ao sucesso
Em 1922, ela expôs na seção russa do Salon d'Automne, no Salon des Independants e no Salon Tuileries, onde obteve grande sucesso, tendo críticas positivas da mídia e dos visitantes. Alguns de seus quadros chegaram a ganhar prêmios nas exposições. O jornalista e crítico de arte, Raymond Escholier (1882–1971), curador do museu Petit Palais, chamava a série de quadros retratando nu artístico de “sinfonia da carne”. Após se aventurar no Cubismo e no Impressionismo, Vera começou a desenvolver um estilo próprio, “algo entre Courbet e Renoir”, segundo os críticos da revista L’Art et les Artistes.
Paul Poiret foi um de seus admiradores e comprou dois de seus trabalhos, o que ajudou a promover sua arte e a apresentou ao poeta francês e apreciador da arte, Charles Vildrac (1882–1971), que ajudou Vera em sua exposição solo em sua galeria em 1924.
Em 1927, ela se tornou membro da Sociedade do Salon d’Automne, uma posição privilegiada e se tornou independente do marido, provavelmente separando-se dele, mudando-se para Montparnasse. Sua independência financeira coincide com uma mudança e evolução em seu estilo artístico. Suas obras tornam-se mais leves, livres, muito próximas do Impressionismo, com uma paleta leve de cores, predominantemente com traços estilo Renoir. Focada sempre em retratar nus femininos, que predominaram nessa época em seu ateliê, ela se junta à Sociedade de Mulheres Artistas e mantém contato próximo com várias colegas de arte, em especial Zinaida Serebryakova.
Fez várias exposições solo em galerias prestigiadas de Paris, como as Vildrac (1925), Bernheim (1926), La Boetie (1930) e Barreiro (1932, 1933).

## Morte
No auge da fama e do sucesso, Vera cometeu suicídio em 4 de abril de 1934, em Paris. Foi enterrada em Recey-sur-Ource, Côte-d’Or, na Borgonha.

## Legado
Apesar do nome de Vera Rockline ter sido parcialmente esquecido na segunda metade do século XX, a partir da década de 2000 surge um novo interesse por suas obras e estilo, tanto por galerias quanto por colecionadores de arte. Em 2002 uma grande exposição em sua homenagem foi feita em Montparnasse, “Elles de Montparnasse", onde seus trabalhos foram expostos junto das obras de Tamara Lempicka, Marie Laurencin, Hannah Orlova, Sonia Delaunay e Natalia Goncharova.
Em junho de 2008, seu quadro Card Players (1919) foi vendido em um leilão na Christie’s, em Londres, por dois milhões de libras.

## Galeria

The Card Players (1919)
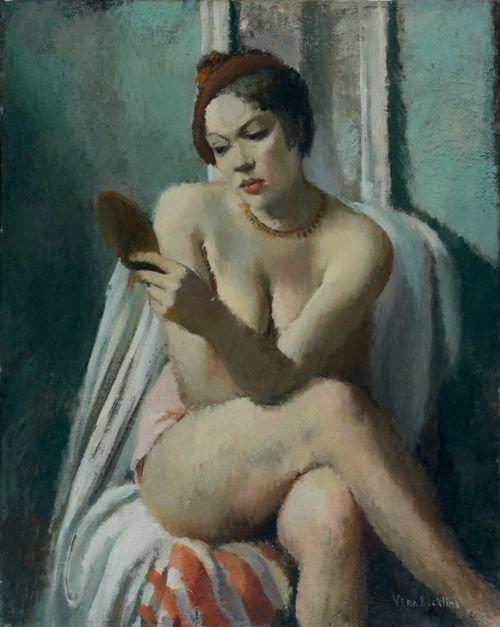
Nua em frente ao espelho (1920)
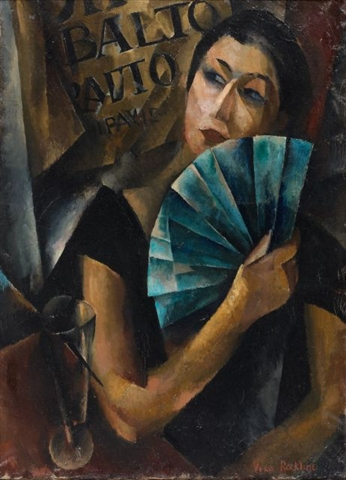
Jovem com leque azul (1919)
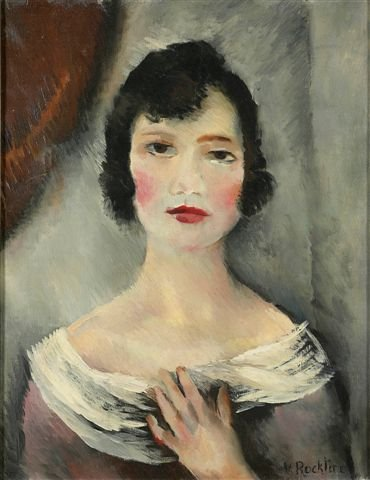
Auto-retrato (1922)
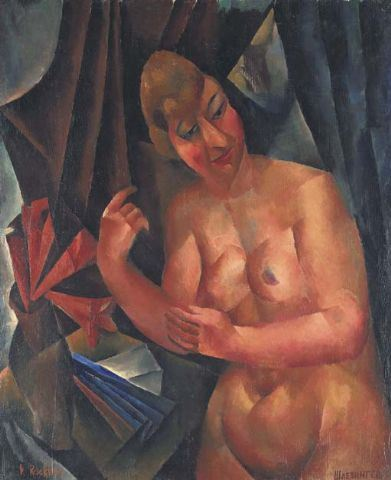
Nu com cenário azul (1919–1921)